# Ту, Ли
Ли Ту (англ. Li Tu; род. 27 мая 1996) — австралийский профессиональный теннисист, китайского происхождения. Победитель двух турниров ATP Challenger (1 — в одиночном разряде) и 13 турниров ITF (9 — в одиночном разряде).

## Спортивная карьера

### 2011—2014
Ту дебютировал на ITF Futures в феврале 2011 года на турнире Australia F2. Он сыграл еще в четырёх турнирах, проиграв во всех из них в первом раунде.
Ту участвовал в юниорском Кубке Дэвиса 2012 года вместе с Танаси Коккинакисом, а затем работал тренером по теннису до своего дебюта в старшем туре.
В феврале 2014 года он выиграл свой первый матч на уровне ITF. В апреле 2014 года Ту дошёл до четвертьфинала Australia F5, что стало его лучшим результатом на этом уровне, но завершил карьеру в июне 2014 года.

### 2020—2024
В 2020 году Ту решил вернуться в теннис и добился успеха на австралийском турнире UTR Pro Tennis Series.
В 2021—2024 годах стал победителем одного турнира серии «челленджер» и девяти турниров серии «фьючерс» в одиночном разряде.
И в 2021—2024 годах стал победителем ещё одного «челленджера» и четырёх «фьючерсов» в парном разряде.
В ноябре 2024 года, в Иокогаме (Япония) стал финалистом турнира серии «челленджер» в одиночном разряде, где он в финале проиграл японцу Юте Симидзу со счётом 7-6(7-4), 4-6, 2-6.

## Рейтинг на конец года
| Год  | Одиночный рейтинг | Парный рейтинг |
| 2024 | 175               | 286            |
| 2023 | 225               | 452            |
| 2022 | 213               | 200            |
| 2021 | 517               | 976            |
| 2020 | —                 | —              |
| 2019 | —                 | —              |
| 2018 | —                 | —              |
| 2017 | —                 | —              |
| 2016 | —                 | —              |
| 2015 | —                 | —              |
| 2014 | 1 213             | —              |
| 2013 | —                 | —              |
| 2012 | —                 | 1 389          |
| 2011 | —                 | 888            |